# Municipio de Bentley (Míchigan)
El municipio de Bentley (en inglés: Bentley Township) es un municipio ubicado en el condado de Gladwin en el estado estadounidense de Míchigan. En el año 2010 tenía una población de 844 habitantes y una densidad poblacional de 9,1 personas por km².

## Geografía
El municipio de Bentley se encuentra ubicado en las coordenadas 43°51′48″N 84°13′58″O / 43.86333, -84.23278. Según la Oficina del Censo de los Estados Unidos, el municipio tiene una superficie total de 92.71 km², de la cual 89,86 km² corresponden a tierra firme y (3,07 %) 2,85 km² es agua.

## Demografía
Según el censo de 2010, había 844 personas residiendo en el municipio de Bentley. La densidad de población era de 9,1 hab./km². De los 844 habitantes, el municipio de Bentley estaba compuesto por el 98,58 % blancos, el 0,36 % eran amerindios, el 0,47 % eran de otras razas y el 0,59 % eran de una mezcla de razas. Del total de la población el 1,07 % eran hispanos o latinos de cualquier raza.